# 洛斯蘭喬斯德阿布奎基
洛斯蘭喬斯德阿布奎基（英語：Los Ranchos de Albuquerque）是位於美國新墨西哥州伯納利歐縣的村。

## 人口
根據2020年美國人口普查的數據，洛斯蘭喬斯德阿布奎基的面積為11.53平方千米，皆為陸地。當地共有人口5874人，而人口密度為每平方千米509人。